# Голотурії
Голотурії, морські огірки (Holothurioidea) — клас безхребетних тварин типу голкошкірих, разом з морськими їжаками входять до підтипу ехінозої. Відомі з кембрію. Нараховують близько 1100 видів. Назву морські огірки дав Пліній, описуючи один з середземноморських видів голотурій. Розповсюджені майже у всіх морях та океанах. В Україні зустрічаються у Чорному морі.

## Будова

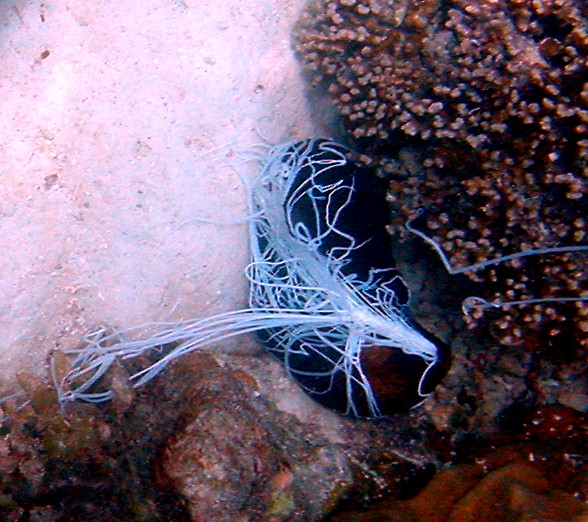
Голотурія, що викинула назовні органи Кюв'є для захисту

Тіло видовжене, іноді кулеподібне, розміри від кількох міліметрів до 2 м (у середньому 10—40 см). На відміну від інших голкошкірих радіальна симетрія голотурій зберігається тільки у деяких видів у будові стінки тіла та амбулакральної системи. Розташування більшості органів підпорядковується радіальній симетрії. Таку ж симетрію має зазвичай і форма тіла, на якій зазвичай можна відрізнити спинний та черевний бік. Однак черевний бік морфологічно не відповідає такому у білатерально-симетричних тварин. Голотурії фактично повзають на боку, який називають тривіум, у багатьох видів він сплюснутий та пристосований для повзання. Спинний бік називають бівіум, він зазвичай опуклий. Ніжки тривіума мають присоски та слугують для руху, ніжки бівіума присосок не мають та виконують лише функцію органів дотику.
Рот не має пристосувань для подрібнення їжі знаходиться на передній частині тіла, ближче до черевного боку. Анальний отвір знаходиться на задній частині тіла. У порівняно невеликої кількості форм, що ведуть риючий або нерухомий спосіб життя, рот та анальний отвір зміщується на спинний бік, що надає їм кулеподібної форми. Для усіх голотурій характерні щупальця, які оточують рот, вони є видозміненими амбулакральними ніжками. Їх кількість коливається від 8 до 30, будова та розміри різноманітні.
Шкіряні покриви більшості голотурій м'які, лише у деяких видів є зовнішній скелет з пластинок. Але в тілі усіх тварин є невеликі вапнякові голки (спікули). Найбільшим скелетним утворенням є глоткове вапнякове кільце, до якого прикріплюються м'язи тварини. М'язовий мішок складається з 5 пар поздовжніх стрічкоподібних м'язів та шару поперечних м'язів. Як і всі голкошкірі голотурії мають амбулакральну (водносудинну систему). Дихання забезпечується так званими водяними легенями (є у всіх голотурій окрім боконогих та безногих), які являють собою два сильно розгалужених шкіряних мішка, відкриваються отворами у клоаку. Стінки їх мають розгалужену капілярну сітку та м'язи, які дозволяють розтягувати та скорочувати легені, забезпечуючи дихання. Також через легені можуть виводитись продукти обміну тварини. У голотурій на відміну від усіх інших голкошкірих є так звані органи Кюв'є — трубкоподібні утворення, вкриті залозистим епітелієм, що відкриваються отвором у клоаку.

## Спосіб життя

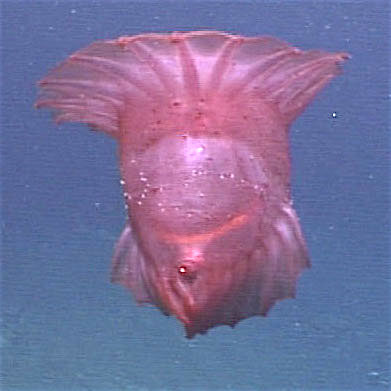
голотурія, що має здатність плавати

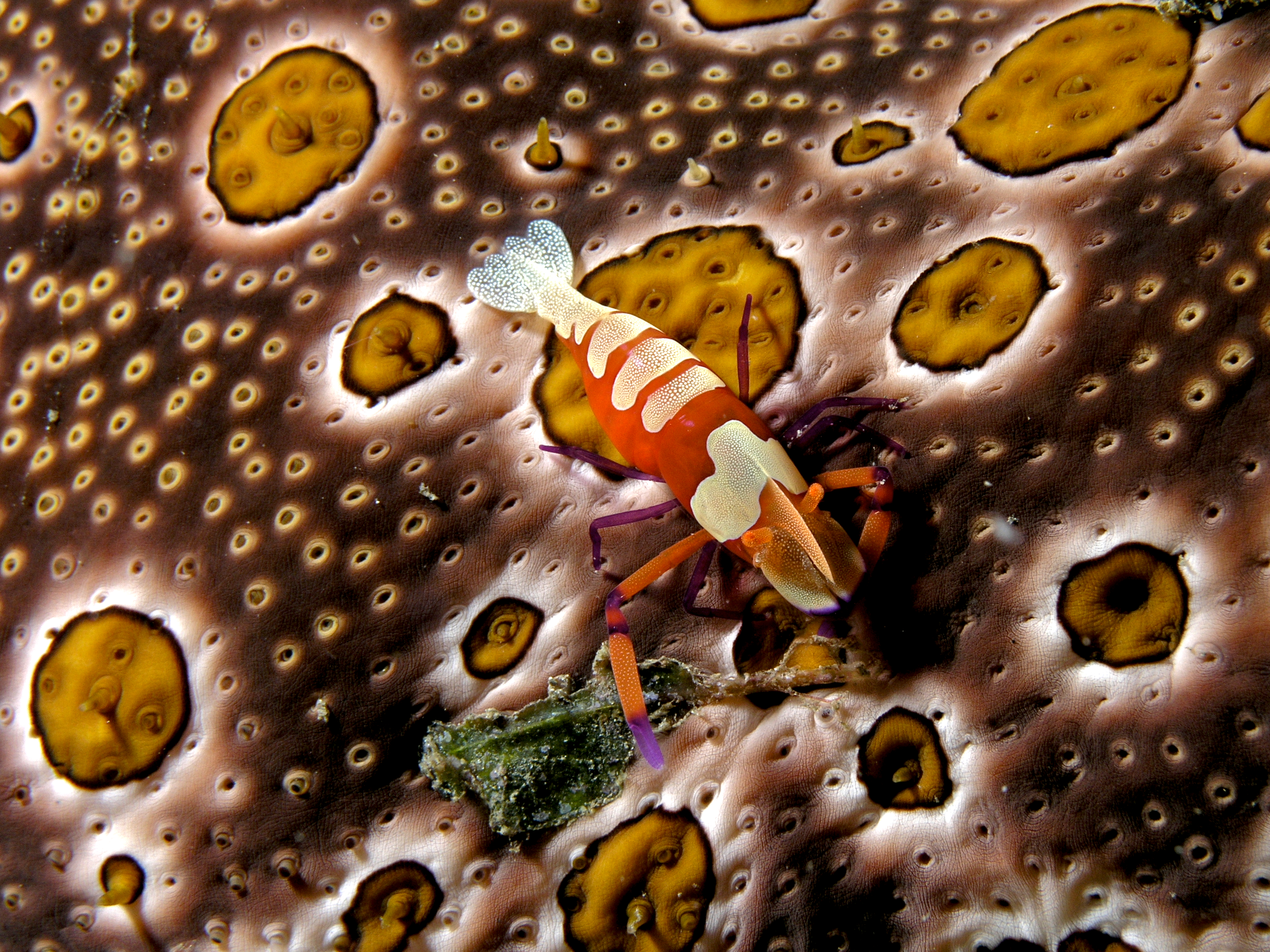
Креветка Periclimenes imperator на голотурії Bohadschia argus

Живуть тільки у солоній воді, але краще від інших голкошкірих можуть витримувати опріснення. Так деякі представники підкласу безногих голотурій можуть жити у опрісненій воді мангрових боліт. Здебільшого бентичні форми, деякі глибоководні форми вільно плавають (пелагічні). Голонтурії за способом живлення є детритофагами. Вони повільно повзають дном, збираючи щупальцями поживні частинки. Малорухливі тварини. Під час небезпеки стискаються, можуть викидувати назовні органи Кюв'є. Мають гарну здатність до регенерації, деякі види навіть при розрізанні їх навпіл, можуть утворювати з половинок повноцінні організми. Оскільки голотурії є малорухливими тваринами, на їх поверхні та у порожнині тіла можуть селитися як коменсали інші тварини (молюски, черви, ракоподібні та навіть риби).

## Розмноження
Здебільшого роздільностатеві тварини, деяким видам властивий гермафродитизм. Запліднення зовнішнє. Розвиток з перетворенням. Личинка більшості видів вільно плаває та проходить у процесі розвитку 3 стадії аурикулярія, долиолярія, пентактула. Личинка останньої стадії осідає на дно та перетворюється на маленьку голотурію. Деяким видам властива турбота про потомство. Личинки при цьому розвиваються на поверхні тіла матері, у невеликої кількості видів — у порожнині тіла.

## Значення
Декілька видів є об'єктом промислу та штучного розведення (мають назву трепанги). У їжу використовують шкіряно-м'язовий мішок та гонади тварин. Споживаються у смаженому, сушеному, сирому вигляді. Також з трепангів виготовляються консерви.